# Kırksakallar, Çine
Kırksakallar là một xã thuộc huyện Çine, tỉnh Aydın, Thổ Nhĩ Kỳ. Dân số thời điểm năm 2010 là 340 người.